# 1977年リビア・アラブ航空Tu-154墜落事故
リビア・アラブ航空Tu-154墜落事故とは、1977年12月2日にリビア・アラブ航空（現在のリビア航空）が運航する旅客機（Tu-154）が、燃料切れのためにリビアのベンガジ近郊に墜落した航空事故である。この事故で乗客59人が死亡した。

## 事故
事故機のTu-154Aは機体記号はLZ-BTNで1974年に初飛行していた。リビア・アラブ航空はこの年のハッジに参加する巡礼者をメッカに送り届けるためにバルカン・ブルガリア航空から6機のTu-154のリースを受けていた。事故機はそのうちの1機だった。
事故機はサウジアラビアのキング・アブドゥルアズィーズ国際空港からリビア・ベンガジのベニナ国際空港へ向かって乗客159人を乗せて飛び立った。乗客はハッジを終えリビアへ帰国する巡礼者で占められていた。当時エジプトの領空がリビアに対して封鎖されていたため、エジプト上空を通る直線コースを使えず、遠回りする必要があった。乗員は飛行時間が延びることを想定せずに搭載燃料は不十分なままだった。事故機がベンガジに近づいた時、ベニナ空港周辺は濃い霧で覆われ、同空港に着陸できなかった。代替空港が見つからないうちに燃料が底をつき、乗員が不時着を試みる最中に墜落した。この事故で乗員乗客165人のうち乗客59人が死亡した。